# قهرمانی وزنه‌برداری جهان ۱۹۶۲
قهرمانی وزنه‌برداری جهان ۱۹۶۲ سی و هفتمین دوره از رقابت‌های قهرمانی جهان می‌باشد که از ۱۶ تا ۲۲ سپتامبر ۱۹۶۲ در بوداپست، مجارستان برگزار گردید. در این دوره ۱۱۳ ورزشکار مرد از ۲۷ کشور رقابت کردند.

## خلاصه مدال‌ها
| رویداد               | طلا                                       | طلا      | نقره                                 | نقره     | برنز                                  | برنز     |
| خروس‌وزن ۵۶ ک‌گ        | یوشینوبو میاکه · ژاپن                     | ۳۵۲٫۵ ک‌گ | ایمره فولدی · مجارستان               | ۳۳۷٫۵ ک‌گ | ولادیمیر استوگوف · اتحاد جماهیر شوروی | ۳۳۰٫۰ ک‌گ |
| پر وزن ۶۰ ک‌گ         | یوگنی مینایف · اتحاد جماهیر شوروی         | ۳۶۲٫۵ ک‌گ | Yevgeny Katsura · اتحاد جماهیر شوروی | ۳۵۷٫۵ ک‌گ | Rudolf Kozłowski · لهستان             | ۳۵۲٫۵ ک‌گ |
| سبک‌وزن ۶۷٫۵ ک‌گ       | Vladimir Kaplunov · اتحاد جماهیر شوروی    | ۴۱۵٫۰ ک‌گ | والدمار باشانوفسکی · لهستان          | ۴۱۲٫۵ ک‌گ | ماریان زیلینسکی · لهستان              | ۴۰۵٫۰ ک‌گ |
| میان‌وزن ۷۵ ک‌گ        | الکساندر کریونوف · اتحاد جماهیر شوروی     | ۴۲۲٫۵ ک‌گ | Mihály Huszka · مجارستان             | ۴۱۵٫۰ ک‌گ | محمد عامی تهرانی · ایران              | ۴۱۲٫۵ ک‌گ |
| سبک سنگین‌وزن ۸۲٫۵ ک‌گ | Győző Veres · مجارستان                    | ۴۶۰٫۰ ک‌گ | تامی کونو · ایالات متحده آمریکا      | ۴۵۵٫۰ ک‌گ | Géza Tóth · مجارستان                  | ۴۴۲٫۵ ک‌گ |
| میان سنگین‌وزن ۹۰ ک‌گ  | لوییس مارتین (وزنه‌بردار) · بریتانیای کبیر | ۴۸۰٫۰ ک‌گ | ایرنئوش پالینسکی · لهستان            | ۴۷۰٫۰ ک‌گ | William March · ایالات متحده آمریکا   | ۴۶۰٫۰ ک‌گ |
| سنگین‌وزن ۹۰+ ک‌گ      | یوری ولاسوف · اتحاد جماهیر شوروی          | ۵۴۰٫۰ ک‌گ | نوربرت شمانسکی · ایالات متحده آمریکا | ۵۳۷٫۵ ک‌گ | Gary Gubner · ایالات متحده آمریکا     | ۴۹۷٫۵ ک‌گ |

## جدول مدال‌ها
| رتبه           | کشور                | طلا | نقره | برنز | مجموع |
| -------------- | ------------------- | --- | ---- | ---- | ----- |
| ۱              | اتحاد جماهیر شوروی  | ۴   | ۱    | ۱    | ۶     |
| ۲              | مجارستان            | ۱   | ۲    | ۱    | ۴     |
| ۳              | بریتانیای کبیر      | ۱   | ۰    | ۰    | ۱     |
| ۳              | ژاپن                | ۱   | ۰    | ۰    | ۱     |
| ۵              | ایالات متحده آمریکا | ۰   | ۲    | ۲    | ۴     |
| ۵              | لهستان              | ۰   | ۲    | ۲    | ۴     |
| ۷              | ایران               | ۰   | ۰    | ۱    | ۱     |
| مجموع (۷ کشور) | مجموع (۷ کشور)      | ۷   | ۷    | ۷    | ۲۱    |